# Flower Power

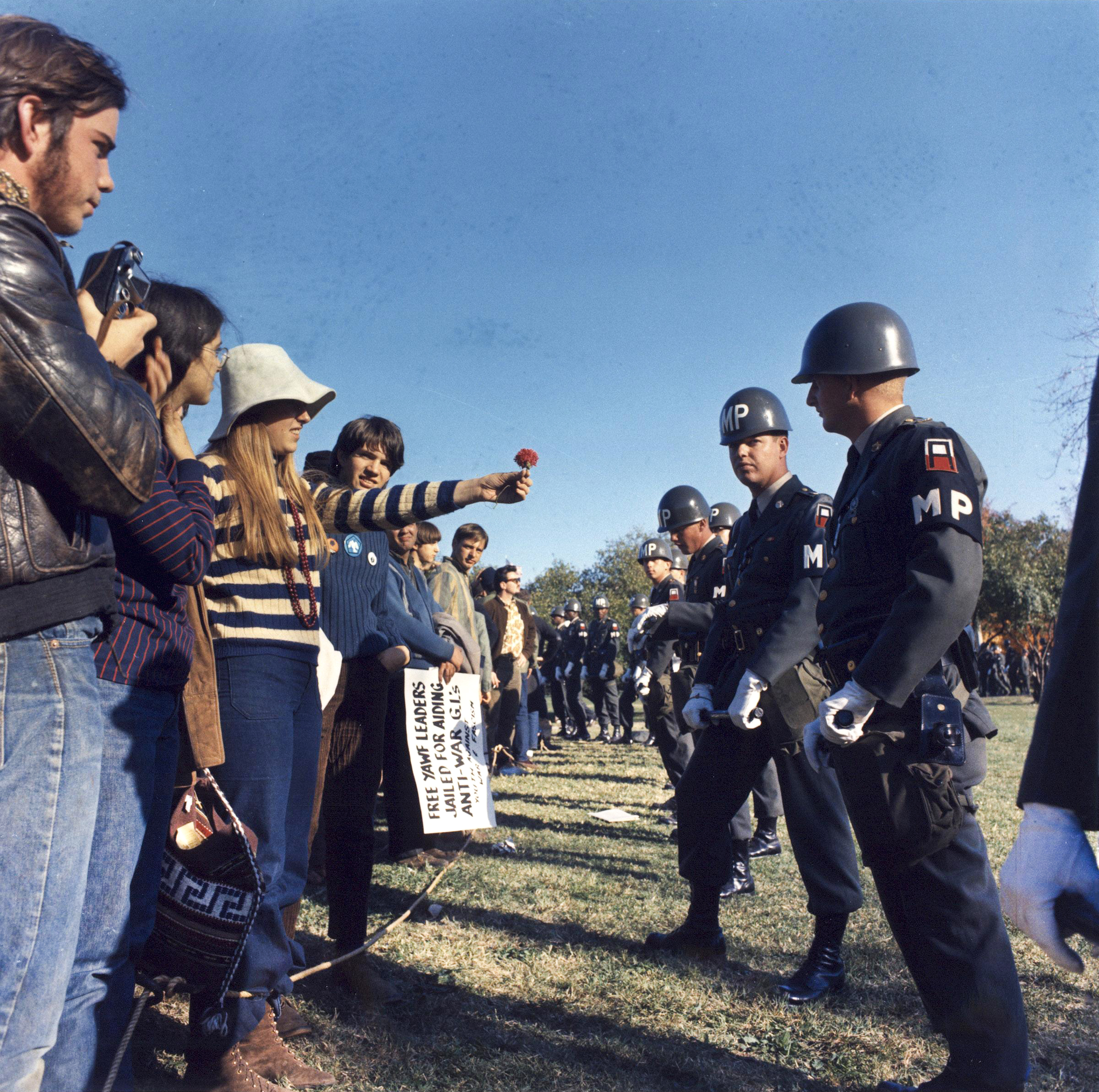
Dziewczyna ofiarowuje policji wojskowej kwiatek podczas protestu przeciwko wojnie w Wietnamie w Arlington 21 października 1967

Flower Power – slogan używany przez amerykański ruch kontrkulturowy w latach 60. i na początku 70. XX wieku, stanowiący symbol biernego oporu oraz ideologii niestosowania przemocy. Wywodzi się on z opozycyjnego ruchu występującego przeciwko wojnie w Wietnamie. Slogan sformułował amerykański poeta i bitnik Allen Ginsberg w 1965 r. celem przekształcenia antywojennych demonstracji w pokojowe spektakle. Symbolika zwrotu znalazła odzwierciedlenie w ubiorze hipisów (haftowane kwiaty w żywych kolorach, kwiaty we włosach) i w ich zachowaniu (rozdawanie kwiatów); znalazło to także swoje odbicie w określeniu ich jako "dzieci kwiaty". Później termin ten był stosowany jako ogólne odniesienie do ruchu hipisowskiego oraz kultury narkotyków, psychodelicznej muzyki i sztuki.

## Geneza
Flower Power narodziło się w Berkeley w Kalifornii w proteście przeciwko wojnie w Wietnamie. W listopadzie 1965 roku w eseju zatytułowanym How to Make a March/Spectacle Ginsberg nawoływał, aby podczas demonstracji protestujący wręczali mnóstwo kwiatów policjantom, dziennikarzom, politykom i widzom. Wykorzystanie takich rekwizytów, jak kwiaty, zabawki, flagi czy słodycze miało zamienić antywojenną demonstrację w formę teatru ulicznego, a tym samym zmniejszyć wśród ludzi poziom strachu, gniewu i zagrożenia, które są nieodłączną częścią protestów. Ginsberg w szczególności chciał przeciwstawić się zagrożeniu ze strony motocyklowego gangu Hells Angels (poparli oni bowiem wietnamską wojnę i grozili, że przerwą zaplanowaną antywojenną demonstrację na Uniwersytecie Kalifornijskim w Berkeley). Dzięki metodzie zaproponowanej przez Ginsberga przebieg demonstracji oceniano pozytywnie. "Flower Power" stało się integralnym symbolem ruchu kontrkultury.

## Ruch Flower Power
Pod koniec 1966 r. Flower Power jako forma teatru ulicznego ("guerrilla theatre") rozprzestrzenił się z Kalifornii do innych części Stanów Zjednoczonych. Teatr lalek  The Bread and Puppet Theatre w Nowym Jorku pokazywał spektakle-protesty, podczas których wraz z antywojenną literaturą rozdawano balony oraz kwiaty. Wydawany przez nowojorskich aktywistów magazyn "Workshop in Nonviolence" (WIN) zachęcał do stosowania metody Flower Power. W maju 1967 r. Abbie Hoffman zorganizował Flower Brigade jako oficjalną część nowojorskiej parady na cześć żołnierzy w Wietnamie. Media opisywały jak uczestnicy Flower Brigade, niosący kwiaty, flagi i różowe plakaty z napisem LOVE (ang. miłość), zostali zaatakowani i pobici przez gapiów.
W odpowiedzi na tę przemoc Hoffman w magazynie WIN napisał tekst, w którym, odwołując się do symboliki Flower Power, ogłaszał, że jej zwolennicy nigdy nie "uschną". Zapowiadał także protest polegający m.in. na zaminowaniu rzeki żonkilami i owijaniu budynków wojskowych łańcuchami z mniszków.
W kolejną niedzielę maja 1967 r. aktywiści związani z czasopismem WIN zadeklarowali, że Armed Forces Day (Dzień Sił Zbrojnych) stanie się "Flower Power Day" (Dniem Flower Power). Zorganizowano wiec w Central Parku, aby przeciwstawić się tradycyjnej paradzie. Frekwencja jednak była niska. Według Hoffmana wiec nie odniósł sukcesu, ponieważ teatr uliczny wymaga konfrontacji.
W październiku 1967 r. Hoffman i Jerry Rubin pomogli zorganizować Marsz na Pentagon, wykorzystując przy tym koncepcję Flower Power. Częścią pomysłu było wezwanie uczestników marszu do podjęcia próby uniesienia Pentagonu. Kiedy naprzeciwko nich stanęło ponad 2500 żołnierzy Gwardii Narodowej formując żywą barykadę przed budynkiem Pentagonu, demonstranci umieścili kwiaty w lufach karabinów.